# Antonín Hasal
Antonín Hasal (ur. 7 stycznia 1883 w m. Nová Huť pod Nižborem, zm. 22 kwietnia 1960 w Waszyngtonie) – czeski generał.

## Biogram
Po ukończeniu szkoły realnej wyjechał na Wołyń, gdzie w latach 1913–1914 pracował jako księgowy w miejscowej fabryce w Osnikach.
W czasie I wojny światowej oficer Czeskiej Drużyny i Korpusu Czechosłowackiego w Rosji, z którym wziął udział w walkach na Syberii (1919-20 dowódca pułku).
Po powrocie do ojczyzny pełnił różne funkcje dowódcze – komendant pułku pieszego (1920-1925), komendant brygady pieszej (1925-1929), komendant dywizji (1932-35) oraz dowódca III Korpusu Wojskowego w Brnie (1935-1939). Od 1928 r. generał brygady i od 1934 r. generał dywizji.
W okresie 1939–1940 członek wojskowego ruchu oporu, Obrona Narodu. Na początku 1940 r. uciekł do Francji, gdzie objął funkcję naczelnika sztabu Czechosłowackiego Zarządu Wojskowego w Paryżu.
Z 1940 r. działał w Wielkiej Brytanii. W latach 1940–1944 szef Kancelarii Wojskowej Prezydenta Republiki Czechosłowackiej. Pod koniec II wojny światowej dowódca wojskowy obszarów wyzwolonych.
W 1945 r. awansował na stopień generała armii i objął funkcję ministra transportu (do 1946 r.). Potem znów szef Kancelarii Wojskowej Prezydenta Republiki Czechosłowackiej (1946-1948).
Wkrótce po komunistycznym zamachu stanu w lutym 1948 udał się na emigrację, gdzie zmarł w 1960.

## Odznaczenia
- Order Białego Lwa II Klasy – 1995, pośmiertnie[1]